# Imadegawa Kanesue
Imadegawa Kanesue (今出川兼季, também conhecido como Kikutei Kanesue e Kikutei Udaijin. 1281 - 1339), foi um kuge (nobre da corte japonesa)  do final do período Kamakura e início do Período Nanboku-chō da História do Japão. Foi o quarto filho do Daijō Daijin Saionji Sanekane e foi o fundador do Ramo Imadegawa do Clã Fujiwara (今出川家, Imadegawa-ka).

## Histórico
Em 3 de abril de 1286, Kanesue entra na Corte durante o reinado do Imperador Go-Uda com a classificação de Jugoi (funcionário da Corte de quinto escalão júnior). Em 26 de abril de 1289 já no reinado do Imperador Fushimi é classificado como Shōshii (quarto escalão pleno) e em 06 de março do ano seguinte é nomeado Jijū (moço de câmara). Em 27 de março de 1294 passa a ser Sachūjō (Comandante da ala esquerda) do Konoefu (Guarda do Palácio). Em 23 de junho de 1298 após o entronamento do Imperador Go-Fushimi passa a ser chefe do Kurōdodokoro. Passando a acumular a partir de 10 de agosto deste ano as funções de Tōgū Gonsuke (assistente do príncipe herdeiro).
Em 26 de abril de 1299 Kanesue é nomeado Sangi. Em 6 de março de 1300 é classificado como Shōsanmi (terceiro escalão pleno). Em 5 de abril do ano seguinte no reinado do Imperador Go-Nijo é nomeado chefe (Bettō) do gabinete militar (samurai-dokoro). Em 23 de fevereiro de 1302 é nomeado Chūnagon. Em 20 de janeiro do ano seguinte é nomeado Saemon-no-Kami (governador da província de Shimosa). Em 5 de janeiro de 1305 passa a ser classificado como Junii (segundo escalão júnior).
Em 26 de setembro de 1309 já no reinado do Imperador Hanazono Kanesue foi classificado como Shōnii (segundo escalão pleno) e em 13 de março de 1315 nomeado Dainagon. Em 22 de setembro de 1316 recebe as funções de Tōgū Gonsuke (assistente do príncipe herdeiro) do Príncipe Imperial Takaharu (o futuro Imperador Go-Daigo) cargo que ocupa até a entronização deste em 26 de fevereiro de 1318. Nesta ocasião participou da comitiva do Imperador Aposentado Go-Uda.
Em 21 de agosto de 1319 durante o governo de Go-Daigo passa a ser o Ukonoetaishō (general da ala direita) do Konoefu (Guarda do Palácio). Em 11 de agosto de 1322 Kanesue é nomeado Udaijin deixando o cargo em junho do ano seguinte, logo após terminar o luto pela morte de seu pai. Em 5 de janeiro de 1329 recebe a classificação de Shōichii (primeiro escalão pleno). Em 18 de novembro de 1332 Kanesue foi nomeado Daijō Daijin mas Go-Daigo editou uma portaria que cancelou essa nomeação em 1333. Depois disso Kanesue atuou como Daigakui Daigo (Ministro da Educação). Em 12 de dezembro de 1338 Kanesue torna-se um monge budista ( shukke), passando a usar o nome de Satoru até sua morte em 16 de janeiro de 1339.

| Precedido por ninguém              | -- 1º Líder dos Imadegawa Fujiwara (1317-1338) | Sucedido por Imadegawa Sanetada |
| Precedido por Takatsukasa Fuyuhira | 65º Daijō Daijin (1332 - 1333)                 | Sucedido por Koga Nagamichi     |
| Precedido por Kujō Fusazane        | 125º Udaijin (1322 - 1323)                     | Sucedido por Konoe Tsunetada    |